# ミカエル・ラスムッセン
ミカエル・ラスムッセン（Michael Rasmussen、1974年6月1日 - ）は、デンマークの自転車プロ選手。2005年から2年連続でツール・ド・フランスの山岳王となるなど、現役屈指のクライマーとして恐れられた。
2013年1月31日、1998年から2010年までのおよそ12年間、ドーピングを行ってきたことを認めた。

## 経歴
1999年のMTB世界チャンピオン。2001年からはロードレースに転向。2003年のブエルタ・ア・エスパーニャ第7ステージ優勝。2005年にはツール・ド・フランス第9ステージで大逃げを決めて一躍有名になった。その後、総合3位まで順位を上げるが、第20ステージのタイムトライアルで二度の落車、三度の自転車交換により最終総合順位は7位に終わったが、山岳ポイントで首位となり、マイヨ・ブラン・ア・ポワ・ルージュ（山岳賞ジャージ）を獲得した。
2006年のツール・ド・フランスではエースのデニス・メンショフをアシストするために第15ステージまで自由に動けなかった。しかし、メンショフの総合優勝が厳しくなると、自由に動けるようになり第16ステージで逃げを決めてステージ優勝を飾った。この年もラスムッセンはマイヨ・ブラン・ア・ポワ・ルージュを獲得した。

### 2007年ツール・ド・フランス
2007年のツール・ド・フランスでも山岳ステージで大逃げを決め、マイヨ・ジョーヌとマイヨ・ブラン・ア・ポワ・ルージュを一挙に獲得する活躍を見せた。その後ライバルであるアレクサンドル・ヴィノクロフの落車事故やドーピング疑惑による途中棄権、個人タイムトライアルでの降雨など展開にも恵まれ、第16ステージの山岳でも圧勝して総合優勝をほぼ確実にしたかと思われた。
しかし、このツール・ド・フランス開催前に、抜き打ちドーピング検査のため選手が行わなくてはならない所在地報告を繰り返し怠ったことを理由に、デンマーク自転車協会によってナショナル・チームから追放処分を受けることとなった。これにより、2007年の自転車ロード世界選手権、2008年の北京オリンピック出場資格を失っただけでなく、ドーピング疑惑もかけられることとなる。さらに、6月中にチームに対し所在地を偽って報告していたことを理由に、7月25日の第16ステージに勝ったその日の夜に所属チームであるラボバンクを解雇された。これについてチームの広報担当者は「彼はチームから追放された。10時45分に泥棒のようにこそこそとホテルを出ていった。チームは家族だ。家族に嘘をつくことは許されない。」とコメントしている。一方のラスムッセンは「自分は動物か何かのようにホテルから叩き出された」とチームの対応を批判している。またラスムッセンは引退するつもりはまだ無いとも語った。
所在地報告を怠ったことについて、当初彼はメキシコに滞在中で携帯電話が通じなかったと釈明していたものの、その後ダヴィデ・カッサーニがラスムッセンを6月13日と14日にドロミテで見たと証言した。ただこれについてはラスムッセンの義理の兄弟と母親が、その日ラスムッセンはメキシコにいたと証言しており、両者の主張は対立した。11月にラスムッセン本人が記者会見で、問題の期間にイタリアにいたことと虚偽報告の事実を認め、チーム側もそのことを把握していたと述べた。またドーピングは否定している。
2008年、ラスムッセンが競技ライセンスを取得しているモナコ自転車競技連盟は、UCIの検査を繰り返し逃れたことに対する処分として、ラスムッセンに2年間の競技停止処分を言い渡した。なお、期間はラスムッセンがラボバンクを解雇された2007年7月25日より起算されるため、2009年7月24日までとなる。

### レースへの復帰
出場停止期間が明けた直後の2009年7月25日にデンマークで行われたUCI管轄外のレース、デザイナ・グランプリでレースへの復帰を果たした。その後メキシコのコンチネンタルチームのテコス・トレックと契約、10月4日に開幕したブエルタ・チワワのプロローグ山岳個人TTで勝利を飾っている。
2010年、イタリアのコンチネンタルチーム、ミケ・シルバークロスに移籍。
2012年、デンマークのコンチネンタルチーム、クリスティーナウオッチズ・オンフォンへ移籍。
2013年1月31日、1998年から2010年までのおよそ12年間、ドーピングを行ってきたことを認めた。他選手らの告発を含むドーピングに関する自身の経験すべてを告白する取引に合意。合わせて自転車競技から引退すると発表した。

## 註
1. ↑  ラスムッセンは解雇、マイヨジョーヌがツールを去る
2. ↑  "Press manager: You don't lie to family"
3. ↑  Defiant Rasmussen vows to ride on
4. ↑  Family in law: Rasmussen was in Mexico
5. ↑  ラスムッセン イタリアにいた事実を認める 国際ニュース : AFPBB News
6. ↑  サイクルスポーツ2008年7月3日付記事

## 略歴
- 1999年 クロスカントリー世界選手権チャンピオン
- 2004年 ツール・ド・フランス 総合14位
- 2005年 ツール・ド・フランス 総合7位 山岳賞受賞
- 2006年 ツール・ド・フランス 総合18位 山岳賞受賞